# Top of the Lake
Top of the Lake ist eine Krimiserie, deren erste Staffel 2013 startete. Entwickelt wurde sie von Jane Campion und Gerard Lee. Die Fernsehserie wurde 2013 mit einem Critics’ Choice Television Award ausgezeichnet und bekam vier weitere Nominierungen. Bei den Internationalen Filmfestspielen Berlin wurde die Fernsehserie 2013 in einem Berlinale Special gezeigt.
Auf dem Sundance Film Festival 2013 wurde erstmals in der Geschichte des Festivals mit Top of the Lake eine Miniserie gezeigt. Jane Campion und Gerard Lee arbeiteten am Drehbuch der zweiten Staffel ab Herbst 2014. Im Frühjahr 2016 wurde die zweite Staffel unter dem Namen China Girl in Australien gedreht und 2017 von verschiedenen Fernsehsendern, u. a. BBC 2, ausgestrahlt. Ab 7. Dezember 2017 wurde die zweite Staffel in Deutschland auf Arte gesendet, jeweils wöchentlich zwei Folgen hintereinander.

## Handlung

### Staffel 1
Die erste Staffel spielt in Neuseeland.
Die zwölfjährige Tui versucht, sich im eiskalten See umzubringen. Es stellt sich heraus, dass Tui, Tochter des örtlichen Drogenbarons, im fünften Monat schwanger ist. Die Sydneyer Polizistin Robin, die gerade ihre todkranke Mutter besucht, wird als Spezialistin für Kindesmissbrauch vom Jugendamt bei der „Southern Lakes Police“ eingeschaltet. Das Mädchen gibt „NO ONE“ (Niemand) als Vater des Fötus bei Robin an. Der örtliche Polizeichef Al Parker veranlasst nach der Befragung, Tui zurück zu ihrem Vater Matt Mitcham und ihren beiden erwachsenen Halbbrüdern zu bringen. Parallel ertränkt das gefährliche Trio Bob Platt. Der Immobilienmakler hatte das „Paradies“-Grundstück gegen Matts erklärten Willen an eine Frauengruppe verkauft. Der Kopf der Gruppe ist die androgyne GJ, die den in Containern hausenden desillusionierten Frauen Lebenshilfe gibt. Nachdem Tui folgenlos ihren Vater mit dem Gewehr bedroht hat, verlässt sie das festungsartige Haus ihres Vaters auf einem Pferd mit ihrem Hund, Gewehr und Munition und reitet zum Paradies-Grundstück. Den gastfreundlichen Frauen gegenüber offenbart Tui ihre Schwangerschaft und bleibt über Nacht. Am nächsten Tag ist sie spurlos verschwunden, der Hund ist wieder bei ihrem Vater und das Pferd wird ohne Reiterin auf der Straße gefunden.
Robin übernimmt die Suchaktion in den umliegenden Bergen. Ein erster Verdacht fällt auf den Österreicher Wolfgang Zanic, der abgeschieden im Wald haust und bereits wegen Pädophilie vorbestraft ist. Robin argwöhnt, dass er Tui in seinem Keller versteckt hält. In seinem Haus im Wald findet Robin Fotos von Kindern in Trachtenkleidern, darunter auch Tui. Als Robin ihn dazu befragen will, bedroht er sie mit einem Gewehr und kann nur von Robins ehemaligem Freund Johnno wieder beruhigt werden. Auch im Frauencamp in „Paradise“ erhält Robin keine Hinweise auf das Verschwinden Tuis, trifft aber auf Guru GJ, die ihr bedeutet, dass sie die Suche nach dem Mädchen in die Knie zwingen wird.
Bald darauf findet man Wolfgang Zanic erhängt auf seinem Waldgrundstück. Sein scheinbarer Selbstmord wirft Fragen auf. Robins Kollege Al lädt sie zu einem Abendessen zu sich ein und rollt ihre Vergangenheit auf, die Robin am liebsten verdrängt hätte und die Parallelen zu Tuis Schicksal aufweist: Robin wurde mit 15 Jahren von vier betrunkenen Männern vergewaltigt, von denen einer noch am Ort lebt.

### Staffel 2
Nach vier Jahren in Neuseeland arbeitet Robin wieder als Kriminalbeamtin in Sydney. Schon bald wird am Strand die Leiche einer jungen Asiatin gefunden; die Obduktion ergibt, dass sie schwanger war, aber es keine Verwandtschaft mit dem Fötus gab, was den Verdacht auf eine Leihmutterschaft lenkt. In ihrer Freizeit nimmt Robin Kontakt zu den Adoptiveltern ihrer Tochter Mary auf, die mit dem wesentlich älteren Alex liiert ist, einem gescheiterten Geschichtsdoktoranden, der über einem Bordell lebt und in das Geschäft mit thailändischen Prostituierten involviert ist. Inzwischen bringt eine halluzinierende Frau, die ihr Baby sucht, Robin und ihre Kollegin Miranda auf die Spur zu einer Fertilitätsklinik. Bald stellt sich heraus, dass Marys mysteriöser Freund Alex zu dem Bordell gehört, in dem das vermisste China Girl arbeitete.

## Besetzung
Zwischen der ersten und der zweiten Staffel wechselt bis auf Elizabeth Moss die ganze Hauptbesetzung, wenngleich ein Teil der Schauspieler aus der ersten Staffel in der zweiten noch Gastauftritte absolviert. Die Synchronisation der Serie wurde bei der Studio Hamburg Synchron unter der Dialogregie von Frank Wesel erstellt.
| Rolle                              | Darsteller          | Synchronsprecher   |
| ---------------------------------- | ------------------- | ------------------ |
| Detective Robin Griffin            | Elisabeth Moss      | Simona Pahl        |
| Erste Staffel (2013)               |                     |                    |
| Sergeant Al Parker                 | David Wenham        | Michael Lott       |
| Matt Mitcham                       | Peter Mullan        | Thomas Fritsch     |
| Johnno Mitcham, Matts Sohn         | Thomas M. Wright    | Oliver Böttcher    |
| GJ                                 | Holly Hunter        | Cornelia Meinhardt |
| Mark Mitcham, Matts Sohn           | Jay Ryan            | Marios Gavrilis    |
| Luke Mitcham, Marks Sohn           | Kip Chapman         |                    |
| Tui Angel Mitcham                  | Jacqueline Joe      | Florentine Draeger |
| Jude Griffin, Robins Mutter        | Robyn Nevin         |                    |
| Turangi, Judes Lebensgefährte      | Calvin Tuteao       |                    |
| Anita                              | Robyn Malcolm       | Traudel Sperber    |
| Prue                               | Sarah Valentine     | Tina Eschmann      |
| Bunny                              | Genevieve Lemon     |                    |
| Zweite Staffel (2017)              |                     |                    |
| Constable Miranda Hilmerson        | Gwendoline Christie | Svantje Wascher    |
| Alexander „Puss“ Brown             | David Dencik        | Philipp Hochmair   |
| Mary Edwards, Robins Tochter       | Alice Englert       | Victoria Frenz     |
| Julia Edwards, Marys Adoptivmutter | Nicole Kidman       | Petra Barthel      |
| Pyke Edwards, Marys Adoptivvater   | Ewen Leslie         | Thomas Schmuckert  |

## Episoden
Es existieren zwei Fassungen der ersten Staffel: eine aus sieben einstündigen Episoden bestehende Version, die auf dem Sundance Festival 2013 und vom 18. März bis 15. April 2013 im Sundance Channel gezeigt wurde. Die Folgen dieser Fassung besitzen keine Titel, sondern sind lediglich durchnummeriert (Episode 1–7). In Deutschland griff der Sender Arte dagegen auf eine erstmals vom britischen Sender BBC Two im Juli und August 2013 ausgestrahlte Schnittfassung zurück, die aus sechs einstündigen und mit Eigentiteln versehenen Episoden besteht. Die nachfolgende Liste beinhaltet die sechsteilige Fassung.

### Staffel 1
| Nr. | Deutscher Titel        | Originaltitel            | Erstausstrahlung UK | Deutschsprachige Erstausstrahlung (D) | Regie        | Drehbuch                  |
| --- | ---------------------- | ------------------------ | ------------------- | ------------------------------------- | ------------ | ------------------------- |
| 1   | Das verkaufte Paradies | Paradise Sold            | 13. Juli 2013       | 7. Nov. 2013                          | Jane Campion | Jane Campion & Gerard Lee |
| 2   | Die Suche              | Searchers Search         | 20. Juli 2013       | 7. Nov. 2013                          | Garth Davis  | Jane Campion & Gerard Lee |
| 3   | Am Rand des Universums | The Edge of the Universe | 27. Juli 2013       | 7. Nov. 2013                          | Garth Davis  | Jane Campion & Gerard Lee |
| 4   | Unter dem Regenbogen   | A Rainbow Above Us       | 3. Aug. 2013        | 14. Nov. 2013                         | Jane Campion | Jane Campion & Gerard Lee |
| 5   | Der dunkle Schöpfer    | The Dark Creator         | 10. Aug. 2013       | 14. Nov. 2013                         | Garth Davis  | Jane Campion & Gerard Lee |
| 6   | Ohne Abschied          | No Goodbyes Thanks       | 17. Aug. 2013       | 14. Nov. 2013                         | Jane Campion | Jane Campion & Gerard Lee |

### Staffel 2
| Nr. (ges.) | Nr. (St.) | Deutscher Titel      | Originaltitel             | Erstausstrahlung UK | Deutschsprachige Erstausstrahlung (D) | Regie         | Drehbuch                  |
| ---------- | --------- | -------------------- | ------------------------- | ------------------- | ------------------------------------- | ------------- | ------------------------- |
| 7          | 1         | China Girl           | China Girl                | 27. Juli 2017       | 7. Dez. 2017                          | Jane Campion  | Jane Campion & Gerard Lee |
| 8          | 2         | Blutsbande           | The Loved One             | 3. Aug. 2017        | 7. Dez. 2017                          | Ariel Kleiman | Jane Campion & Gerard Lee |
| 9          | 3         | Die Leihmutter       | Surrogate                 | 10. Aug. 2017       | 14. Dez. 2017                         | Ariel Kleiman | Jane Campion & Gerard Lee |
| 10         | 4         | Birthday             | Birthday                  | 17. Aug. 2017       | 14. Dez. 2017                         | Ariel Kleiman | Jane Campion & Gerard Lee |
| 11         | 5         | Wer ist dein Daddy?  | Who’s Your Daddy?         | 21. Aug. 2017       | 21. Dez. 2017                         | Jane Campion  | Jane Campion & Gerard Lee |
| 12         | 6         | Der Kampf der Mütter | The Battle of the Mothers | 31. Aug. 2017       | 21. Dez. 2017                         | Ariel Kleiman | Jane Campion & Gerard Lee |

## Kritik

### Staffel 1
Katharina Riehl beurteilte die Serie anlässlich des Erscheinens der ersten Staffel in der Süddeutschen Zeitung als „etwas vom Irrsten“, was es derzeit im Fernsehen zu sehen gebe. „Die Landschaft, durch die einst Peter Jackson seinen Hobbit den vermaledeiten Ring tragen ließ,“ sei derb, und die Menschen passten gut hinein.
Das Lexikon des Internationalen Films vergab der Staffel vier von fünf möglichen Sternen und lobte sie als „Atmosphärisch dichter (Fernseh-)Thriller mit faszinierenden Figuren“.

### Staffel 2
Zur zweiten Staffel hieß es bei femundo.de, dass Jane Campion „lebensnahe Frauenfiguren, jenseits abgedroschener Klischees“ schaffe.
Das Lexikon des Internationalen Films vergab auch der zweiten Staffel vier von fünf möglichen Sternen und beurteilte sie als überzeugend und mit „atmosphärischer Milieuzeichnung und eindrücklichen Darstellern“.

## Auszeichnungen
Primetime Emmy Awards
- Nominierung Beste Miniserie oder Fernsehfilm
- Nominierung Hauptdarstellerin in einer Miniserie oder einem Fernsehfilm (Elisabeth Moss)
- Nominierung Nebendarsteller in einer Miniserie oder einem Fernsehfilm (Peter Mullan)
- Nominierung Regie für eine Miniserie, einen Fernsehfilm oder ein Special (Jane Campion und Garth Davis)
- Nominierung Drehbuch für eine Miniserie, einen Fernsehfilm oder ein Special (Jane Campion und Gerard Lee)
- Nominierung Casting für eine Miniserie, einen Fernsehfilm oder ein Special
- Auszeichnung Kameraführung für eine Miniserie oder einen Fernsehfilm (Episode: Part 1)
- Nominierung Single-Camera Picture Editing for a Miniseries or Movie (Episode: Part 5)

Golden Globe Awards
- Nominierung Beste Miniserie oder Fernsehfilm
- Auszeichnung Beste Hauptdarstellerin – Miniserie oder Fernsehfilm (Elisabeth Moss)

Critics’ Choice Television Awards
- Nominierung Bester Film oder Miniserie
- Auszeichnung Beste Hauptdarstellerin in einem Film oder Miniserie (Elisabeth Moss)
- Nominierung Bester Nebendarsteller in einem Film oder Miniserie (Peter Mullan)
- Nominierung Bester Nebendarsteller in einem Film oder Miniserie (David Wenham)
- Nominierung Bester Nebendarsteller in einem Film oder Miniserie (Thomas M. Wright)